# Looking Ahead
Looking Ahead è il primo album in studio di Ken McIntyre, pubblicato nel 1961 con la collaborazione di Eric Dolphy.

## Tracce
Testi e musiche di Ken McIntyre.
1. Lautir – 4:01
2. Curtsy – 5:49
3. Geo's Tune – 7:09
4. They All Laughed – 5:06 (George Gershwin e Ira Gershwin)
5. Head Shakin' – 10:41
6. Dianna – 9:03

## Musicisti
- Ken McIntyre: sassofono alto, flauto
- Eric Dolphy: sassofono alto, flauto, clarinetto basso
- Sam Jones: basso
- Arthur Taylor: batteria
- Walter Bishop, Jr.: pianoforte